# Walter Ludwig Wilhelm Lauterburg
Walter Ludwig Wilhelm Lauterburg (* 4. März 1861 in Bern; † 19. März 1938 ebenda) war Jurist und Professor für Strafrecht und Rechtsgeschichte an der Universität Bern.
Walter Lauterburg wuchs in Bern auf und besuchte dort das Gymnasium. Er studierte Recht in Bern, Strassburg und Leipzig. 1886 doktorierte er zum Thema "Die Eidesdelikte" und arbeitete in der Folge als Fürsprecher (Rechtsanwalt). Ab 1887 war Lauterburg Privatdozent für Prozess- und Strafrecht und Schweizerische Rechtsgeschichte an der Universität Bern. Von 1896 bis 1932 war er ausserordentlicher Professor für Strafrecht und Rechtsgeschichte, obwohl er 1896 erblindet war.
Walter Lauterburg starb 1938 in Bern.
Walter Lauterburg gehörte als Zwölfjähriger zusammen mit seinen Brüdern mit zu den ersten Kurgästen in Adelboden (1873 und 1874) und führte dabei Tagebuch, wodurch eine farbige Schilderung der Anfänge des Adelbodner Tourismus erhalten geblieben ist.